# 滝沢ダム
滝沢ダム（たきざわダム）は、埼玉県秩父市、一級河川・荒川水系中津川に建設されたダム。
独立行政法人水資源機構が施工を行った多目的ダムで、荒川の治水と東京都・埼玉県への利水を目的に利根川・荒川水系水資源開発基本計画に基づいて計画された荒川上流ダム群の一つである。高さ132メートルの重力式コンクリートダム。荒川水系では同じ秩父市にある二瀬ダムより流域面積は小さく、浦山ダムより堤高は低いものの、ダムの規模としては埼玉県で最大である。ダム建設に対する反対運動で事業が長期化したダムとしても知られている。
2008年（平成20年）に竣工したが、試験湛水中から複数発生していた地すべりが沈静化しなかったため対策工事が施され、2011年3月に建設事業を完了、2011年（平成23年）6月18日に、湖名碑の除幕式と建設事業完了報告会が行われた。
ダムによって形成された人造湖は、一般公募によって奥秩父もみじ湖（おくちちぶもみじこ）と命名された。秩父多摩甲斐国立公園に含まれている。

## 沿革
「荒川総合開発事業」に基づき1961年（昭和36年）に荒川本川に二瀬ダムが建設されたが、その後も首都圏の人口は急激な伸びを見せていた。1967年（昭和42年）の水害を機に更なる洪水調節の重要性が高まった。この為建設省（現・国土交通省関東地方整備局）は荒川水系総合開発を更に進め、1969年（昭和44年）より主要支川である中津川に滝沢ダム、1972年（昭和47年）より浦山川に浦山ダムと大規模な特定多目的ダム建設計画を進め、予備調査に入っていた。
一方「利根川水系水資源開発基本計画」（通称フルプラン）に基づき首都圏の水がめとして、特殊法人水資源開発公団（現・独立行政法人水資源機構）は、利根川上流ダム群の計画・建設を進めていた。だが予想を上回る人口の増加は、利根川単独での水資源開発の再検討を迫られ、結果利根川水系と密接な関わりを持つ荒川水系の水資源開発も必要となった。
これを受け1974年（昭和49年）に、荒川水系は利根川水系に組み込まれる形で「水資源開発促進法」に基づく開発水系に指定。浦山ダムと共に滝沢ダムは1976年（昭和51年）に、事業が水資源開発公団に移管された。これ以降は「水資源開発公団法」に基づく多目的ダム事業として、公団により事業は進められる事となった。

## 長期化した補償交渉
滝沢ダムは浦山ダムよりも早く、1969年に計画が発表されたにも拘らず、建設進捗は浦山ダムより遅れている。これは大滝村の水没世帯数が112戸と多く、補償交渉が長期化した為である。
水没する大滝村の住民は、6つの対策団体を作り滝沢ダム建設を強硬に反対、秩父漁業協同組合も漁業権を巡って頑強に反対した。1977年（昭和52年）には水源地域対策特別措置法の対象ダムとなり、水没地域への国庫補助等も定められたが、1988年（昭和63年）に主要5住民団体との補償交渉が妥結するまでは、11年を要した。更に秩父漁協との漁業権補償の妥結及び、最後まで交渉が持たれていた「滝沢ダム建設同盟会」との補償交渉妥結は、1992年（平成4年）まで続き、計画発表から補償交渉妥結まで、実に23年を費やしている。
日本の長期化ダム事業の代表格であるが、土地収用法を行使せず、あくまでも地道な交渉を継続した。一方住民側も、移転後の生活再建の為に妥協しない姿勢を貫いた。1996年（平成8年）に112戸の移転が全て完了、補償問題は解決しダム本体は1999年（平成11年）着工となった。

## 秩父往還の復活
ダムの型式は重力式コンクリートダム。高さは132mであり荒川水系には浦山ダム（156.0m）、国土交通省が計画中の新大洞ダム（重力式コンクリートダム・155.0m）と全国でも屈指のハイダムがひしめいている。洪水調節、不特定利水、東京都・埼玉県への上水道供給、東京発電による発電を目的としている。
ダム建設に伴い自動車道路も整備され、国道140号線が全線開通した。古来「秩父往還」と呼ばれ、従来秩父湖畔を通過していた国道140号は、大滝村に入ると道幅が狭くなる上、埼玉県と山梨県境の雁坂峠が、長年に亘って自動車不通区間となっていたため、甲府市が終点であるにも拘らず、自動車は大きく迂回しなければならなかった。
しかし1998年（平成10年）、雁坂トンネルが関東山地を貫通し、片側1車線の道路が整備された事により、秩父往還は復活。秩父市や北関東方面と甲府市の距離は一挙に縮まった。ダム直下流にあるループ橋の雷電廿六木橋も特徴的である。
ダムが建設される中津川は、下流に中津川渓谷、上流には中津峡があり、ダムを含めて秩父多摩甲斐国立公園に指定され、不動の滝や紅葉の名所となっている。

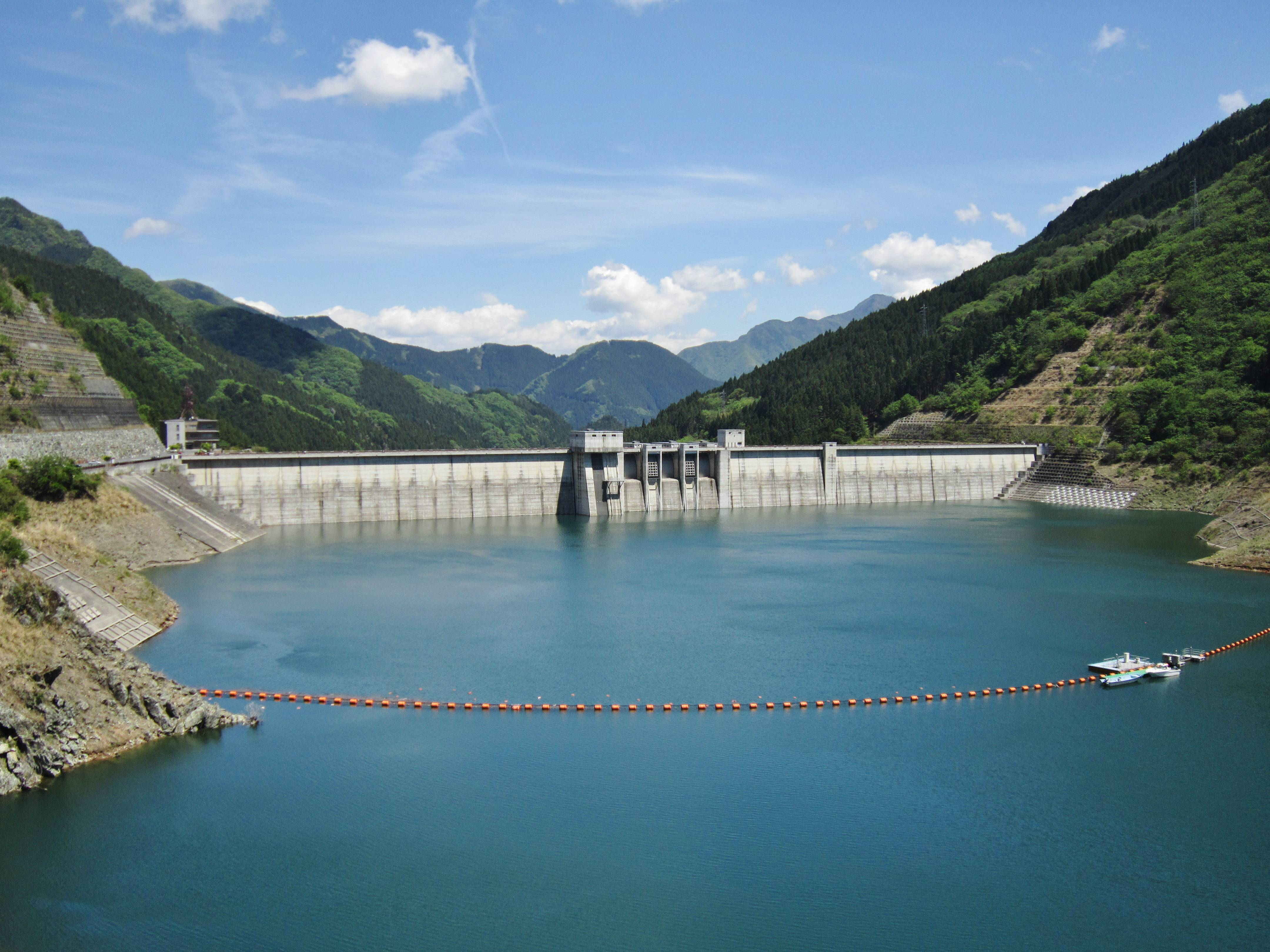
滝沢ダム上流側
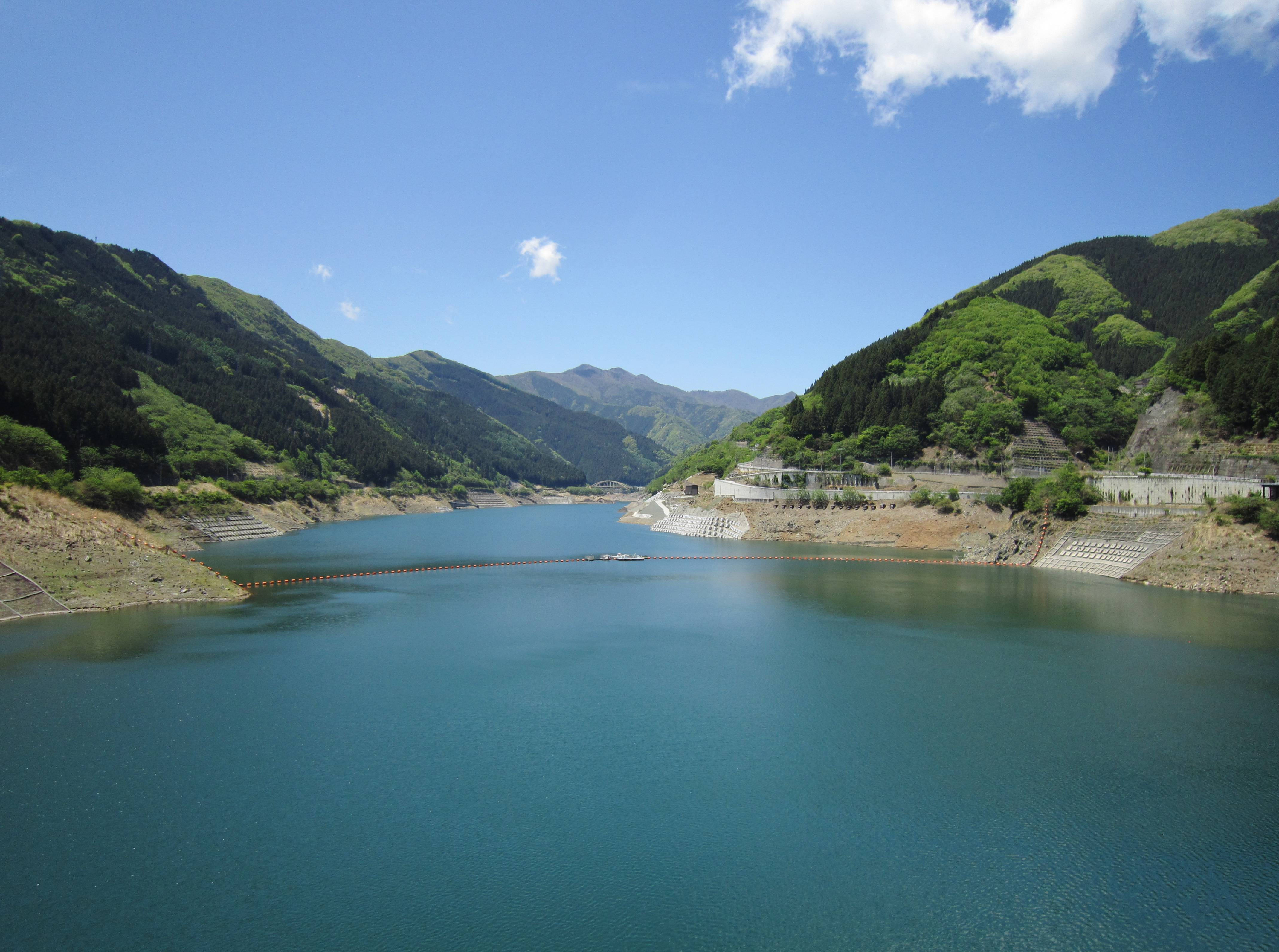
奥秩父もみじ湖
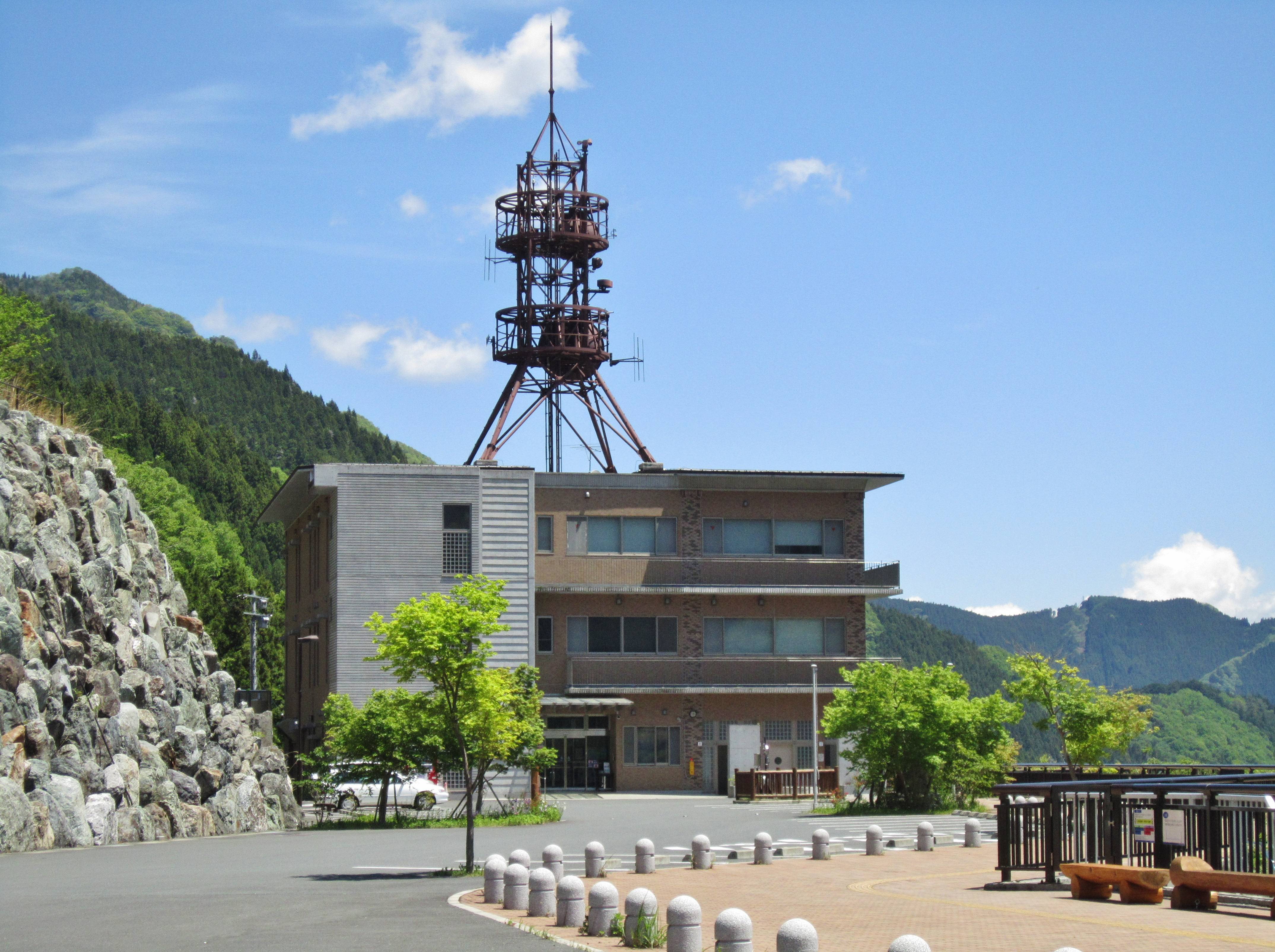
滝沢ダム管理所
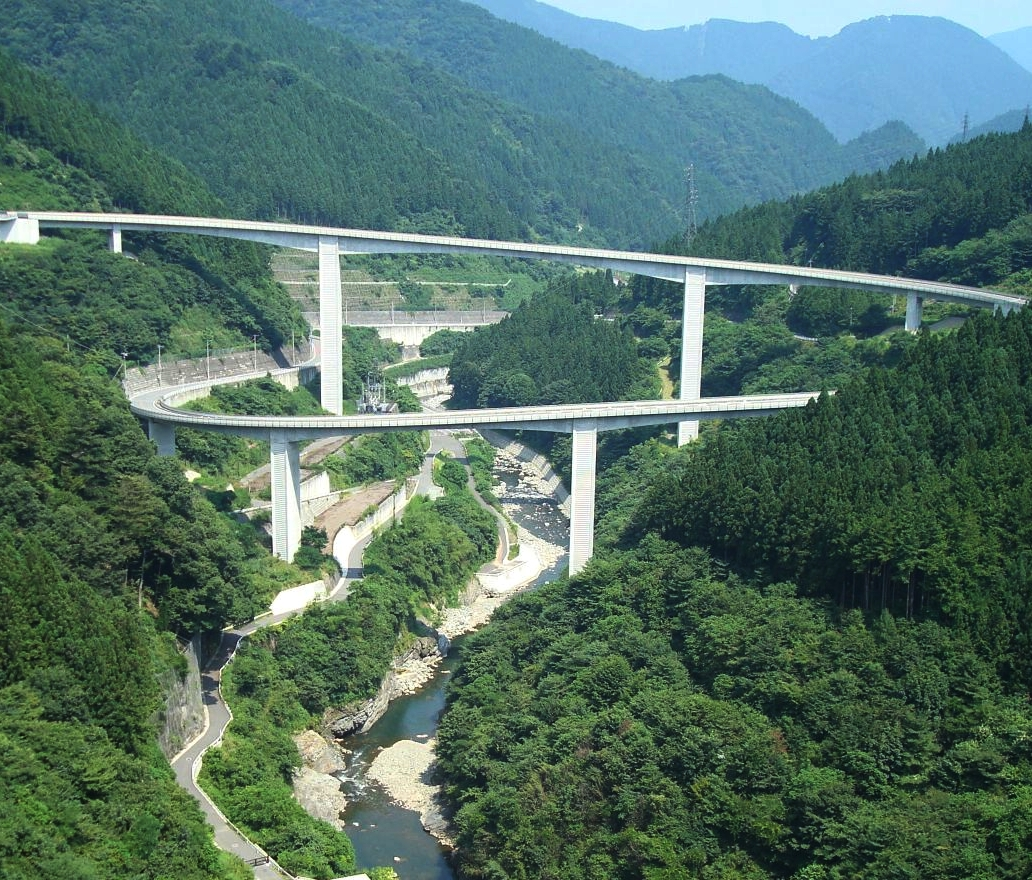
雷電廿六木橋
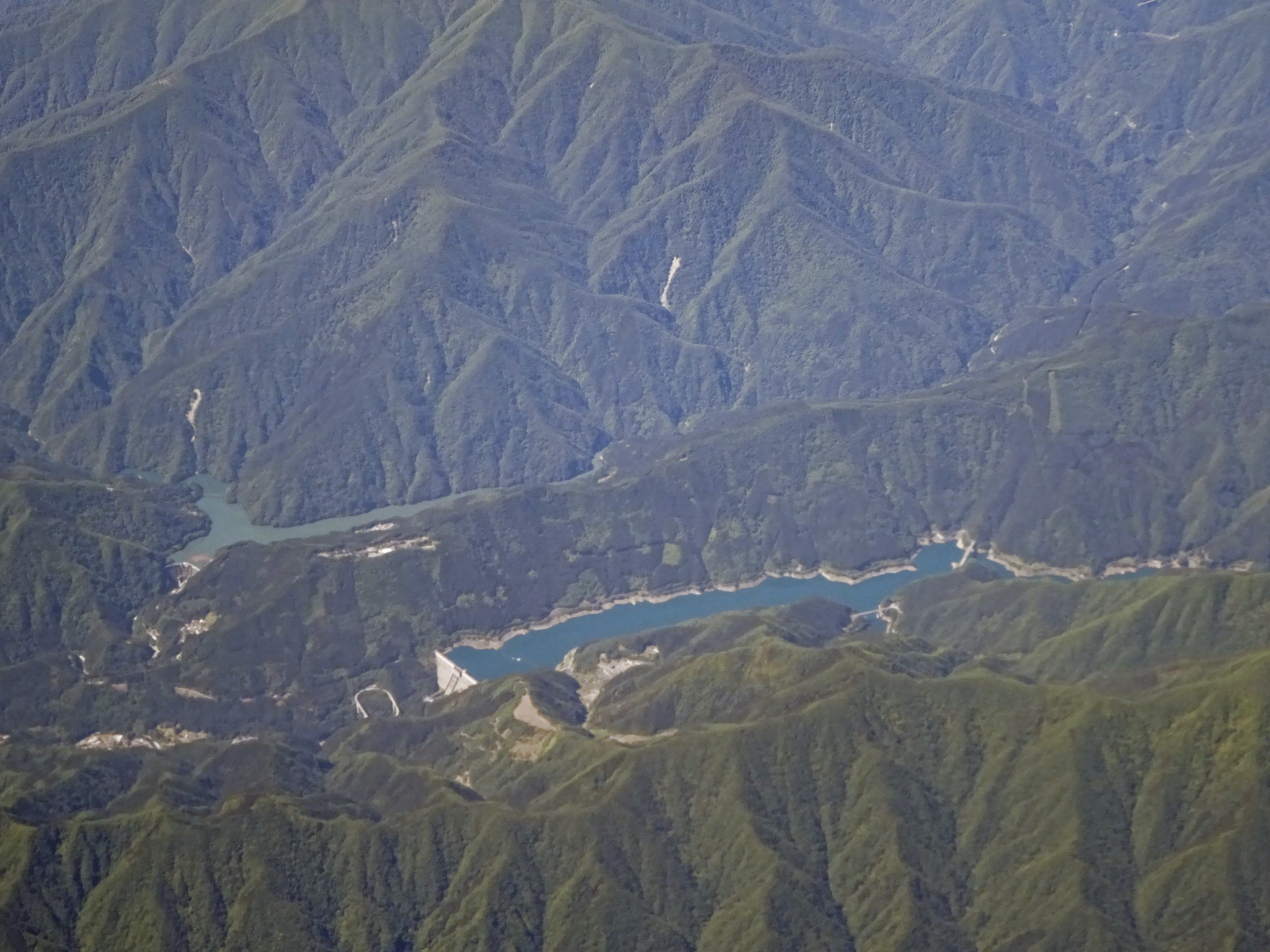
滝沢ダム（手前）と二瀬ダムを空撮

## 非常用ゲートからの放流
計画を超える水量があった際の非常用ゲートの稼働を確かめるため、放流が行われる。2018年5月27日、4年ぶり3回目の放流が実施された。

## リンク
- 滝沢ダム - ダム便覧
- 水資源機構　荒川ダム総合管理所